# Johann Hencke
Johann Hencke (ur. 3 grudnia 1697 w Geseke, zm. 24 września 1766 w Wiedniu) – austriacki organmistrz.
We wczesnej młodości uczył się budowy organów piszczałkowych u organmistrza Heinricha Mencke w Beckum. W 1722 osiadł w Wiedniu, gdzie w 1755 otrzymał obywatelstwo i założył własny warsztat budowy organów. Zbudował pierwsze organy w Banacie. Jego córka Ursula wyszła za mąż za wiedeńskiego organmistrza Antona Pflieglera, który kontynuował warsztat Henckego.

## Dzieła
Organy piszczałkowe zbudowane przez Johanna Henckego:
| Rok  | Miejscowość                         | Budynek                                 | Uwagi                                                            |
| ---- | ----------------------------------- | --------------------------------------- | ---------------------------------------------------------------- |
| 1740 | Wiedeń (Austria)                    | Kościół Augustianów                     | Pozytyw, przeniesiony do muzeum Historii Sztuki w Wiedniu        |
| 1741 | Przełęcz Semmering (Austria)        | Kościół pielgrzymkowy Maria Schutz      | Zachowana skrzynia organowa                                      |
| 1743 | Großrußbach (Austria)               | Kościół parafialny                      | Zachowała się skrzynia organowa i Rückpositiv (pozytyw chórowy)  |
| 1744 | Wiedeń (Austria)                    | Kościół św. Doroty                      | W 1787 przeniesione do kościoła parafialnego św. Stefana w Baden |
| 1744 | Wullersdorf (Austria)               | Kościół parafialny                      | [ 4 ]                                                            |
| 1750 | Höflein an der Hohen Wand (Austria) | Kościół pielgrzymkowy Marii Kirchbüchl  | Zachowane w dużej części                                         |
| 1752 | Herzogenburg (Austria)              | Opactwo Herzogenburg                    | [ 5 ]                                                            |
| 1760 | Maria Taferl (Austria)              | Kościół parafialny Matki Bożej Bolesnej | [ 6 ]                                                            |
| 1763 | Wiedeń (Austria)                    | Kościół Matki Boskiej Pomocnej          | Zachowała się skrzynia organowa                                  |
| ?    | Wiedeń (Austria)                    | Kościół Trójcy Świętej                  | Zachowała się skrzynia organowa                                  |